# Síndrome de Wolf-Hirschhorn
A Síndrome de Wolf-Hirschhorn, também conhecida como síndrome 4p-, é uma mutação genética causada pela deleção de parte do braço curto do cromossoma 4. Ocorre com uma frequência estimada entre 1/20.000 a 1/50.000 nascimentos. 
Os portadores da síndrome possuem um atraso mental grave, microcefalia, hipotonia (baixa musculatura), palato (céu da boca) profundo em consequência de fissuras congênitas do lábio superior. 
Possuem caraterísticas faciais aparentes como o estrabismo, queixo pequeno e assimetria craniana (crânio desproporcional). Ocasionalmente podem ocorrer defeitos do coração, escoliose, dentes fundidos, perda de audição, atraso no crescimento ósseo e/ou anomalias renais.